# IMSI
Интернационални идентификациони број корисника —  је јединствени број повезан са свим GSM и UMTS мрежи мобилним корисницима. Држи се у  картици у унутрашњости телефона и телефон шаље тај број на мрежу.
Такође се користи за набавку осталих детаља о мобилном телефону у Регистру властитих претплатника (HLR) или локално копирано у Регистру гостујућих претплатника.
Како би се избегло да претплатник се може идентификовати и пратити од прислушника на радио интерфејсу, IMSI се шаље ретко што је више могуће и непосредно генеризан TMSI се шаље уместо.
IMSI се користи у било којој мобилној мрежи која је спојена са других мрежама, нарочито CDMA и EVDO мреже, као и GSM мреже. Тај број је урађен директно у телефону или у R-UIM картицу (CDMA еквивалент SIM картици у GSM-у).
IMSI је обично 15 цифара дуг, али може бити краћи (нпр. MTN Јужна Африка има старе IMSI-е које се још увек користе на тржишту са 14 цифара). Прве 3 цифре су Мобилни код земље, а прате их Код мобилне мреже (MNC), са 2 цифре (Европски стандард) или 3 цифре (Северни Амерички стандард). Преостале цифре су идентификациони број мобилног корисника (MSIN) унутар мреже претплатника.